# Katsuhisa Inamori
Katsuhisa Inamori (稲森 克尚 Inamori Katsuhisa?, nacido el 8 de marzo de 1994 en Osaka) es un futbolista japonés que se desempeña como defensa.

## Trayectoria

### Clubes
| Club            | País  | Año         |
| --------------- | ----- | ----------- |
| Gamba Osaka     | Japón | 2012 - 2013 |
| Gainare Tottori | Japón | 2014 - 2017 |
| Grulla Morioka  | Japón | 2018 -      |

## Estadística de carrera

### J. League
| Club            | Año   | J. League | J. League | Copa J. League | Copa J. League | Total | Total |
| Club            | Año   | Part.     | Goles     | Part.          | Goles          | Part. | Goles |
| --------------- | ----- | --------- | --------- | -------------- | -------------- | ----- | ----- |
| Gamba Osaka     | 2012  | 0         | 0         | 0              | 0              | 0     | 0     |
| Gamba Osaka     | 2013  | 0         | 0         | -              | -              | 0     | 0     |
| Gainare Tottori | 2014  | 1         | 0         | -              | -              | 1     | 0     |
| Gainare Tottori | 2015  | 29        | 1         | -              | -              | 29    | 1     |
| Gainare Tottori | 2016  | 15        | 0         | -              | -              | 15    | 0     |
| Gainare Tottori | 2017  | 21        | 0         | -              | -              | 21    | 0     |
| Total           | Total | 66        | 1         | 0              | 0              | 66    | 1     |